# Serendipitat
Una serendipitat és un descobriment casual o imprevist fet per un investigador en el curs d'una recerca orientada a altres objectius i amb pressupòsits teòrics diferents. Les serendipitats es produeixen sense planificació i es donen de manera inesperada. Al llarg de la història de la ciència, les serendipitats i els descobriments vinculats a l'atzar han constituït una constant permanent.
Segons alguns autors, aquests fenòmens no obeeixen només la casualitat, sinó també una actitud que les propicia i que es tradueix en el fet de ser curiosos, flexibles i sagaços. Es parla, doncs, de casualitat buscada com a part important en els processos d'innovació i creativitat. En aquest sentit, Nicholas George Carr afirma que Internet és “el major motor de serendipitat de la història de la cultura”, per la capacitat que té de descobrir camins inesperats i fer-nos anar per senders d'informació que no havíem previst". Marcel Proust ja apuntava que la serendipitat neix de la curiositat: “La vertadera màgia del descobriment no consisteix a buscar paisatges nous, sinó a canviar la mirada".

## Etimologia i història
El terme serendipitat deriva de l'anglès serendipity, neologisme encunyat per Horace Walpole el 1754 a partir d'un conte persa del segle xviii, probablement d'origen hindú, anomenat Peregrinació dels tres prínceps del rei de Serendib, en el qual els protagonistes, uns prínceps de l'illa de Serendib (que era el nom àrab de l'illa de Ceilan, l'actual Sri Lanka), solucionaven els seus problemes per mitjà de casualitats increïbles i feien descobriments per accident.
Walpole, escriptor anglès i amant del gènere epistolar, va emprar per primera vegada el terme serendipity en una carta dirigida a un amic anglès que vivia a Florència, en la qual li explicava un descobriment fortuït. Va ser així com es va incorporar aquesta paraula a l'anglès, tot i que segles abans ja la utilitzaven àrabs i perses per designar una troballa inesperada. A partir d'aquell moment, van ser nombroses les llengües que van adoptar la paraula, sobretot en l'àmbit científic.
La paraula serendipitat es va usar molt en els seus orígens, però va anar caient en desús. Ha estat rescatada recentment gràcies al renovat interès en aquest tipus d'assumptes i a altres motius culturals (Serendipity és una pel·lícula de l'any 2001 dirigida per Peter Chelsom i protagonitzada per John Cusack i Kate Beckinsale).
El terme serendipitat es refereix comunament a casualitats o esdeveniments fortuïts de la vida quotidiana, fins i tot a fets intranscendents. En són sinònims, cadascuna en el seu registre, les expressions: '(bona) sort', 'cop de sort', '(bona) ventura', 'bona astrugància', 'benastrugança', '(bona) llet'.
També es parla de vegades de les pseudoserendipitats, en les quals l'investigador, després d'haver recercat molt sobre alguna cosa sense obtenir resultats, aconsegueix finalment el seu objectiu, però a causa d'un accident fortuït o una revelació. Això sol succeir en els episodis de la sèrie de televisió House MD, en què Gregory House acaba resolent molts dels casos per una revelació després de molt d'investigar.

## Comportament informacional: relació i estudis
En relació amb el comportament informacional, la serendipitat està relacionada amb diversos processos en la cerca i recuperació d'informació (en un entorn automatitzat o no i amb l'ajuda o sense d'un professional) i amb l'ordre i la classificació que es fan dels materials al centre d'informació i documentació. 
D'una banda, quan l'usuari fa una cerca d'informació, pot estar propiciat per eines i elements diversos: en un entorn automatitzat, el mateix sistema pot oferir opcions relacionades, per exemple; amb l'ajuda d'un professional (bibliotecari, arxivista o documentalista), aquest pot utilitzar l'entrevista per encarar millor la cerca i definir la necessitat informativa real de l'usuari. L'objectiu és que el sistema automatitzat o la unitat d'informació faciliti la cerca als usuaris.  
De l'altra, les classificacions (CDU, LCC o Dewey, etc.) i l'ordre en què s'estableix la documentació en una unitat poden contribuir que, en la cerca d'informació d'un usuari, es produeixin certes serendipitats -tant per l'estructuració com per la denominació de matèries, etc.- que acabin reorientant, modificant o ampliant la seva cerca final.  
A més, la serendipitat també serveix per a avaluar els sistemes de recuperació de la informació juntament amb altres factors com l'exhaustivitat, la precisió, el silenci i el soroll de la informació que retorna.
Les
possibilitats de recuperació casual o aleatòria de la informació han augmentat
exponencialment amb l'aparició d'Internet. Durant la navegació per la xarxa es
poden localitzar resultats rellevants. Des de l'any 2003 s'han dut a terme
estudis sobre els efectes de la serendipitat. En aquests estudis es troben: 
- Björneborn, Lennart (2008): Serendipity dimensions and users information behaviour in the physical library interface

- Edición temática sobre el descubrimiento oportunista de información. Selección de trabajos del Taller Internacional sobre el descubrimiento oportunista de Información (2010)

- Ford, Allen: Serendipity and information seeking: an empirical study (2003)  Arxivat 2014-03-25 a Wayback Machine.

- Hernández Serrano, M. J. y González Sánchez, M.: La generación Google: evolución en las predisposiciones y comportamientos informativos de los jóvenes

- New Directions in Human Information Behavior (2006)

La codificació ASCII està relacionada amb la serendipitat. Consisteix en la primera versió estàndard de codificació de caràcters. Avui en dia podem emmagatzemar qualsevol informació en algun format digital i reproduir-la sense problemes en multitud de dispositius diferents. En el moment de representar els sons, fotografies o vídeos, cal una decisió per tal d'establir la manera de codificar la informació com a cadenes de zeros i uns processables per dispositius digitals.

## Exemples
Serendipitat en la ciència i la tecnologia
Són molts els exemples de serendipitat aplicats a la ciència i la tecnologia. Entre els més coneguts hi ha:
- Si bé existeixen diverses teories sobre l'origen del dolç de llet, la més popular i àmpliament difosa és que va ser producte de l'oblit d'una criada, en deixar al foc la llet amb sucre (preparació coneguda en aquesta època com lletada).

- Segons Umberto Eco, el mateix descobriment d'Amèrica (la "genialitat" de Colom) seria una serendipitat.

- A mitjan segle xix, es va intentar buscar un material per substituir l'ivori de les boles de billar. El 1870, John Wesley Hyatt, un inventor de Nova Jersey, estava premsant una barreja de serradures i paper amb cola, perquè creia que així aconseguiria el nou material. Però es va tallar un dit, i va anar a la farmaciola. Sense voler, va bolcar un flascó de colodió (nitrat de cel·lulosa dissolt en èter i alcohol). Això va provocar que quedés en la seva prestatgeria una capa de nitrocel·lulosa. En veure-la, Hyatt es va adonar que aquest compost uniria millor la seva barreja de serradures i paper, en lloc de la cola. D'aquesta manera es va inventar el cel·luloide.

- El 1922, mentre Alexander Fleming analitzava un cultiu de bacteris, se li va contaminar una placa de bacteris amb un fong. Més tard es va adonar que, al voltant d'aquest fong, no hi creixien els bacteris i va pensar que aquí hi havia alguna cosa que els matava. Encara que ell no va ser capaç d'aïllar-la, aquest va ser el primer indici de la penicil·lina.

- Friedrich Kekulé, químic, feia molt de temps que intentava trobar la fugissera estructura de la molècula de benzè. Simplement, no es coneixia una estructura de sis carbonis que tingués les propietats químiques que exhibia. Segons explica ell mateix en les seves memòries, una tarda, mentre tornava a casa amb autobús, es va quedar adormit. Va començar a somiar amb àtoms que dansaven i xocaven entre si. Diversos àtoms es van unir, formant una serp que feia esses. De sobte, la serp es va mossegar la cua i Kekulé va despertar. A ningú se li havia ocorregut fins a aquest moment que pogués tractar-se d'un compost cíclic.

- Les famosíssimes notes pòstit van sorgir després d'un oblit d'un operari, que no va afegir un component d'una cola a la fàbrica de 3M. Tota la partida de cola es va apartar i es va guardar, ja que el material era massa valuós com per llançar-lo encara que amb prou feines tenia poder adhesiu. Un dels enginyers de l'empresa, home devot, estava fart de ficar paperets al seu llibre de salms per marcar les cançons quan anava a l'església. Els paperets no feien més que caure. Va pensar que seria ideal tenir petits fulls amb una mica de cola que no fos massa forta i que permetés enganxar i desenganxar el paper moltes vegades. La vella partida de cola malmesa va acudir a la seva ment. Havien nascut les notes adhesives.

- Niels Bohr havia estat molt de temps treballant en la configuració de l'àtom. Va tenir un somni en el qual va veure un possible model d'aquesta configuració, i en despertar, el va dibuixar en un paper, sense donar-hi gaire importància. Poc de temps després, va tornar a aquest paper i es va adonar que realment havia trobat l'estructura de l'àtom.

- Arquimedes va descobrir el seu famós principi quan es banyava en una banyera i va observar que el pes de l'aigua que el seu cos desplaçava equivalia a la disminució del pes en submergir-se. Va sortir nu al carrer cridant la famosa exclamació: eureka!

- El Dr. Albert Hofmann va descobrir accidentalment una de les drogues al·lucinògenes més poderoses, l'LSD (àcid lisèrgic dietilamida). Segons relata en el seu llibre My Problem Child, en el curs de la seva investigació sobre els derivats de l'àcid lisèrgic va obtenir l'LSD-25, el qual es va demostrar poc interessant del punt de vista farmacològic, per la qual cosa s'hi va deixar d'investigar. Només cinc anys més tard i a causa que, sense motiu aparent, no podia oblidar-se d'aquella substància, va tornar a sintetitzar-la per a una ulterior investigació, la qual cosa era molt excepcional en haver estat ja inicialment descartada. Quan procedia a la cristal·litzar-la, va experimentar una barreja d'excitació i mareig, i es va veure obligat a abandonar la feina al laboratori. Presumiblement, malgrat les seves precaucions, una mínima quantitat d'LSD li va tocar la punta dels dits i va ser absorbida per la seva pell. Un cop a casa seva, despert, però en un estat d'endormiscament, va percebre una sèrie interminable de fantàstiques imatges amb intensos i calidoscòpics jocs de formes i colors, que no es van esvair fins passades unes dues hores.

- Politetrafluoretilè (o més conegut pel seu nom comercial tefló ®). Va ser el 1938, mentre el Dr. Roy J. Plunkett treballava en el desenvolupament de substàncies refrigerants i, a causa d'un mal procediment durant els seus experiments, va fer la troballa.

- Viagra: a començament dels anys 90, els químics Campbell i Roberts treballaven en un medicament contra la hipertensió, el Sildenafil, però no acabava de funcionar. Cansats de provatures i com a darrera opció abans d'abandonar, van augmentar la dosi en els assajos i experiments. En acabar l'assaig, els voluntaris en els quals s'havia provat la medecina demoraven tornar les píndoles. I és que aquell medicament els anava bé per a una altra cosa que no era la hipertensió, sinó que els millorava la funció erèctil. Per serendipitat acabaven de crear la Viagra.

- Les radiografies també van ser fruit d'una casualitat: durant el segle xix, diversos científics havien experimentat amb els rajos que emeten els electrons quan topen amb un objecte metàl·lic. Però va ser l'alemany Wilhelm Röntgen qui l'any 1895 va descobrir els raigs X quan va col·locar diversos objectes davant la radiació, però el que va veure va ser els ossos de la seva mà projectats a la paret.

- L'upsalit és una forma anhidra de carbonat de magnesi amb propietats lligades a l'aigua, capaç d'absorbir molt bé la humitat, que es va descobrir per primera vegada el juliol de 2013 a Suècia, concretament a Uppsala. Els investigadors es van deixar una reacció en marxa durant el cap de setmana i quan van tornar, es van trobar un dels descobriments més interessants dels darrers anys.

- El cel·luloide, els prismàtics o un repel·lent d'insectes[6] són alguns dels nombrosos exemples que es poden trobar d'invents que es deuen a la serendipitat.

D'altra banda, la literatura també és plena de casos de “serendipitat”. És el que s'anomena serendipitats literàries:
- Jonathan Swift va descriure dos suposats satèl·lits naturals de Mart en el seu llibre Els viatges de Gulliver, de 1726. Voltaire també va esmentar en un relat fantàstic de 1752 que Mart posseïa dues llunes. El descobriment dels dos satèl·lits marcians, Fobos i Deimos, no va ocórrer fins a 1877.

- En Les aventures d'Arthur Gordon Pym, escrit per Edgar Allan Poe el 1850, s'explica la història d'un naufragi prop de les illes Malvines, del qual resten quatre supervivents en un rai. Acuitats per la gana, rifen entre ells qui mataran per menjar-se'l i perd un grumet anomenat Richard Parker. El 1884, una goleta britànica va naufragar prop de les illes Sandwich; en van restar quatre supervivents, que van rifar qui seria menjat per tal que els altres tres sobrevisquessin. En una espectacular coincidència, la sort va decidir que el desafortunat fos un grumet anomenat Richard Parker.

- En el llibre Futilithy, Morgan Robertson narra com un vaixell anomenat Titan naufraga en el seu primer viatge de Londres a Nova York. Aquest llibre es va escriure el 1898, 14 anys abans del naufragi del Titanic i les coincidències són sorprenents: També el naufragi va ser provocat pel xoc contra un iceberg a l'Atlàntic nord, el nom d'ambdós vaixells, el fet d'enfonsar-se ambdós en el seu viatge inaugural. Les seves dimensions similars (75.000 tones i 66.000, 243 m d'eslora i 268) o el cognom del capità en ambdós casos (Smith).

- El llibre Les muses de Rorschach, publicat per Editorial Buscarini el 2008, és fruit d'un conjunt de casualitats necessàries. Els tres relats aborden el tema de la musa i el doble, però van ser escrits dintre del termini i en la forma escaient, sense que els autors es coneguessin. En el llibre Sofiex, la protagonista descobreix la tècnica del tomàquet liofilitzat, cosa que no es coneixeria fins al cap de 80 anys.

- Jules Verne va escriure sobre viatges a la Lluna, submarins elèctrics, satèl·lits artificials i armes químiques. George Orwell en 1984 i Ray Bradbury en Fahrenheit 451 parlen d'un sistema de comunicació massiva molt semblant a internet, i Huxley, en Un món feliç, escriu sobre fecundació in vitro i clonació.